# Caniba
Caniba és un pel·lícula documental francesa del 2017 que gira al voltant del caníbal japonès Issei Sagawa.

## Recepció
Caniba va guanyar nombrosos premis als festivals de cinema, però va rebre una reacció mixta de la crítica, amb molts crítics força incòmodes per l'examen distant i amoral de la pel·lícula sobre el tema profundament alterat mentalment. The New York Times va trobar que la pel·lícula era "un exercici de gratada de crostes intel·lectualitzada" i el seu tema "repel·lent". Variety va descriure Caniba com "una pel·lícula feta per debats posteriors a la projecció sobre el circuit documental de mentalitat liberal, tot i que el que, si n'hi ha, el que hi podrien veure els potencials distribuïdors comercials és un altre pregunta." RogerEbert.com va afirmar que la pel·lícula era "innegablement fascinant", però tenia algunes reserves sobre el seu enfocament: "Les víctimes poques vegades arriben a explicar les seves històries. No sé si que el que necessitem ara mateix és simpatitzar amb els monstres." Slant Magazine, en una ressenya de tres de quatre estrelles, va elogiar l' "obertura fonamental de la pel·lícula cap al tema creant un espai lliure per al compromís i la contemplació", però va considerar que "aborda qüestions ètiques que no té els recursos per abordar" i que "Sense empenta per interrogar o contextualitzar l'home, el despreniment de la pel·lícula de l'etnògraf genial arriba a tenir un to sensacionalista."

## Premis
Va rebre el premi especial del jurat Orizzonti a la 74a Mostra Internacional de Cinema de Venècia 2017